# Bialacahui
Bialacahui är en ort i Mexiko.   Den ligger i kommunen El Fuerte och delstaten Sinaloa, i den västra delen av landet, 1 200 km nordväst om huvudstaden Mexico City. Bialacahui ligger 21 meter över havet och antalet invånare är 150.
Terrängen runt Bialacahui är platt. Runt Bialacahui är det ganska glesbefolkat, med 31 invånare per kvadratkilometer. Närmaste större samhälle är Mochicahui, 1,5 km sydväst om Bialacahui. Trakten runt Bialacahui består till största delen av jordbruksmark.